# Cuba (Illinois)
Pour les articles homonymes, voir Cuba (homonymie).
Cuba est une ville du comté de Fulton en Illinois, aux États-Unis.